# Majangella carli
Majangella carli är en bönsyrseart som beskrevs av Giglio-tos 1915. Majangella carli ingår i släktet Majangella och familjen Liturgusidae. Inga underarter finns listade i Catalogue of Life.